# Neu Frankenfelde
Neu Frankenfelde ist ein Wohnplatz der Stadt Luckenwalde im Landkreis Teltow-Fläming in Brandenburg.

## Lage und Geschichte
Der Wohnplatz liegt nordwestlich des Stadtzentrums und dort westlich der Berkenbrücker Chaussee, die vom Stadtzentrum zur Bundesstraße 101 führt. Diese verläuft ringförmig um die Wohnbebauung. Westlich hiervon liegt der Ortsteil Frankenfelde. Die östlich gelegenen Flächen werden vom Kreuzfeldgraben entwässert, ein Zufluss der Nuthe. Die übrigen umgebenden Flächen sind vorzugsweise bewaldet und gehören zur Hetzheide. Südlich liegt ein Sowjetischer Ehrenfriedhof sowie ein Waldfriedhof. Neufrankenfelde war 1948 ein Gemeindeteil von Frankenfelde und kam zwei Jahre später zu Luckenwalde.